# Mangunreja (Mangunreja)
Mangunreja is een bestuurslaag in het regentschap Tasikmalaya van de provincie West-Java, Indonesië. Mangunreja telt 8557 inwoners (volkstelling 2010).